# Ochrota quadripunctata
Ochrota quadripunctata là một loài bướm đêm thuộc phân họ Arctiinae, họ Erebidae.